# Липів Ріг
Ли́пів Ріг — село в Україні, у Вертіївській сільській громаді Ніжинського району Чернігівської області. Населення становило 702 осіб станом на 2021 рік. До 2020 орган місцевого самоврядування — Липоворізька сільська рада.

## Історія
Липів Ріг виник на початку XVII ст. на землях, звільнених польськими та українськими військами від московської влади (після перемоги у Смоленській війні). Перші поселенці — козаки та селяни з правого берега Дніпра. За адміністративно-територіальним поділом село входило до Ніжинського староства Київського воєводства, і в 1640-их роках належало польському шляхтичу М. Потоцькому.

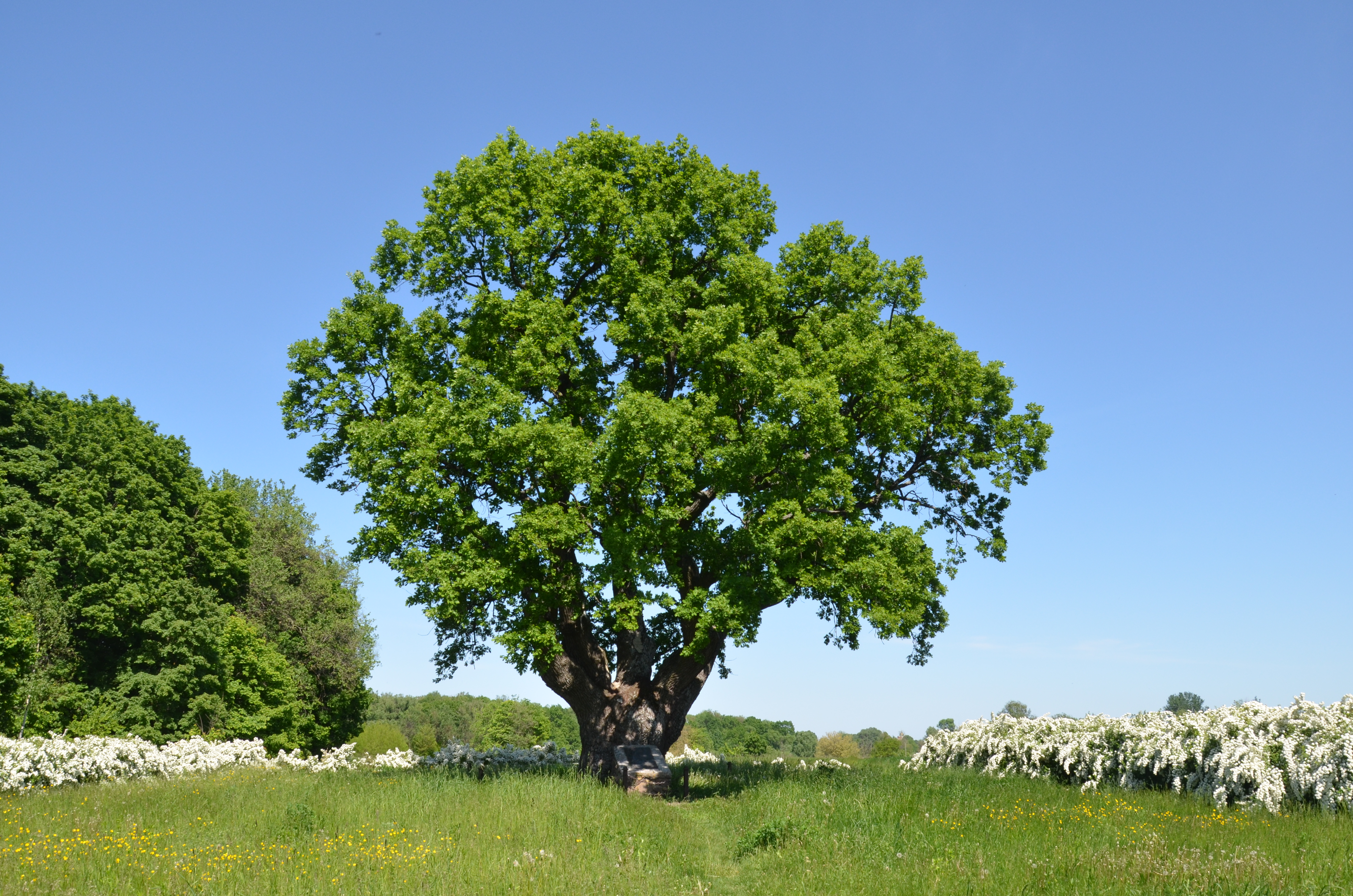
Дуб багатовіковий, с. Липів Ріг

На березі р. Остер був розташований знищений селянами маєток, який у кінці XIX століття перейшов у власність зятя мирового судді  В. Я. Макарова — генерала Миколи Розгонова.
12 червня 2020 року, відповідно до розпорядження Кабінету Міністрів України № 730-р «Про визначення адміністративних центрів та затвердження територій територіальних громад Чернігівської області», увійшло до складу Вертіївської сільської громади.
19 липня 2020 року, в результаті адміністративно-територіальної реформи, увійшло до складу новоутвореного Ніжинського району.
На території села знаходиться ботанічна пам'ятка природи — Липіврізький дуб. За підрахунками Київського еколого-культурного центру, його вік — близько 500 років.

## Відомі уродженці
В Липовому Розі народилися
- Волощук Ярослав Іванович (1926—2005) — український самбіст, заслужений тренер УРСР та СРСР.
- Полусмакова Ликера Іванівна (1840—1917) — остання кохана Тараса Шевченка.[6]

## Галерея

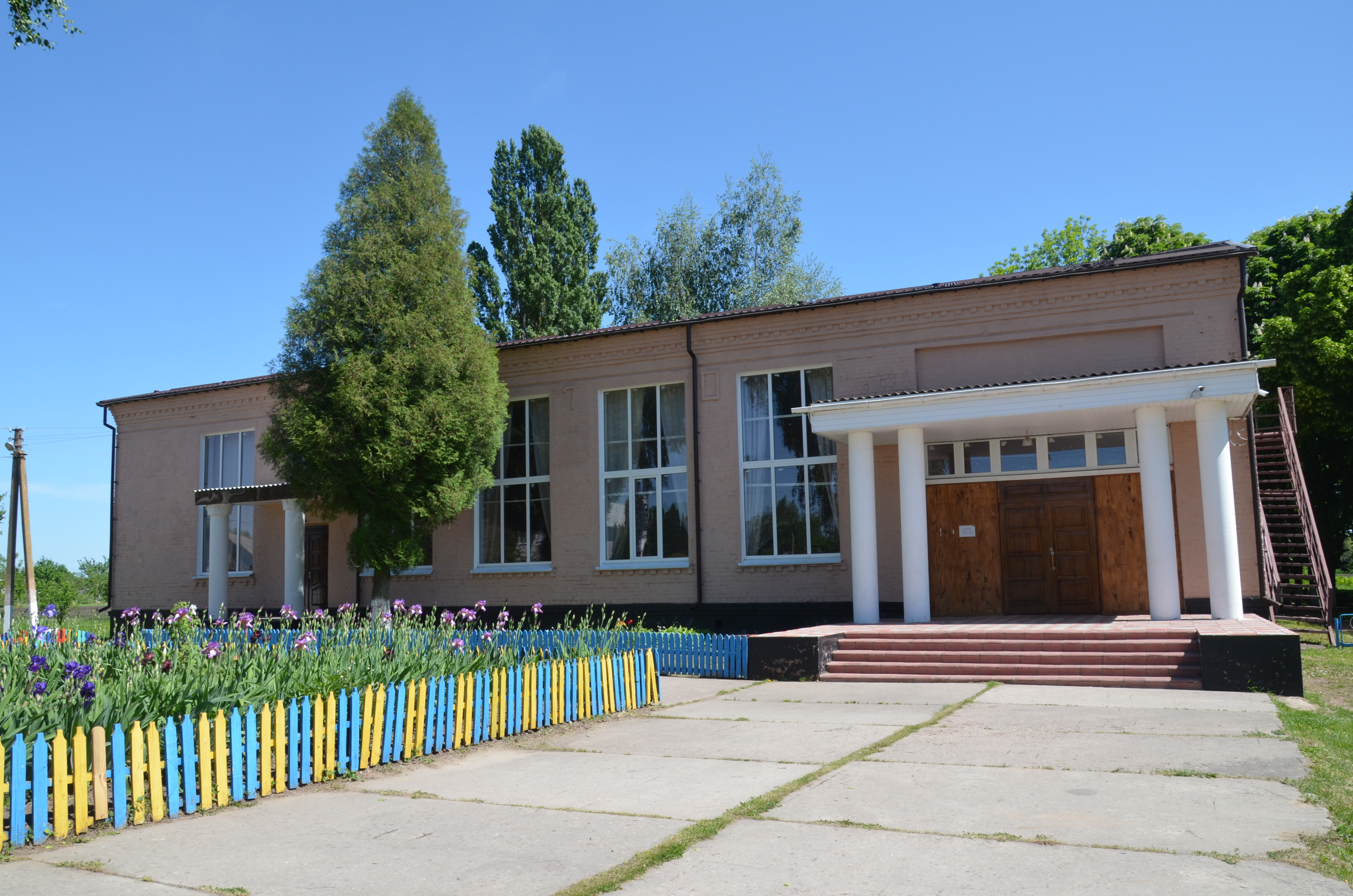
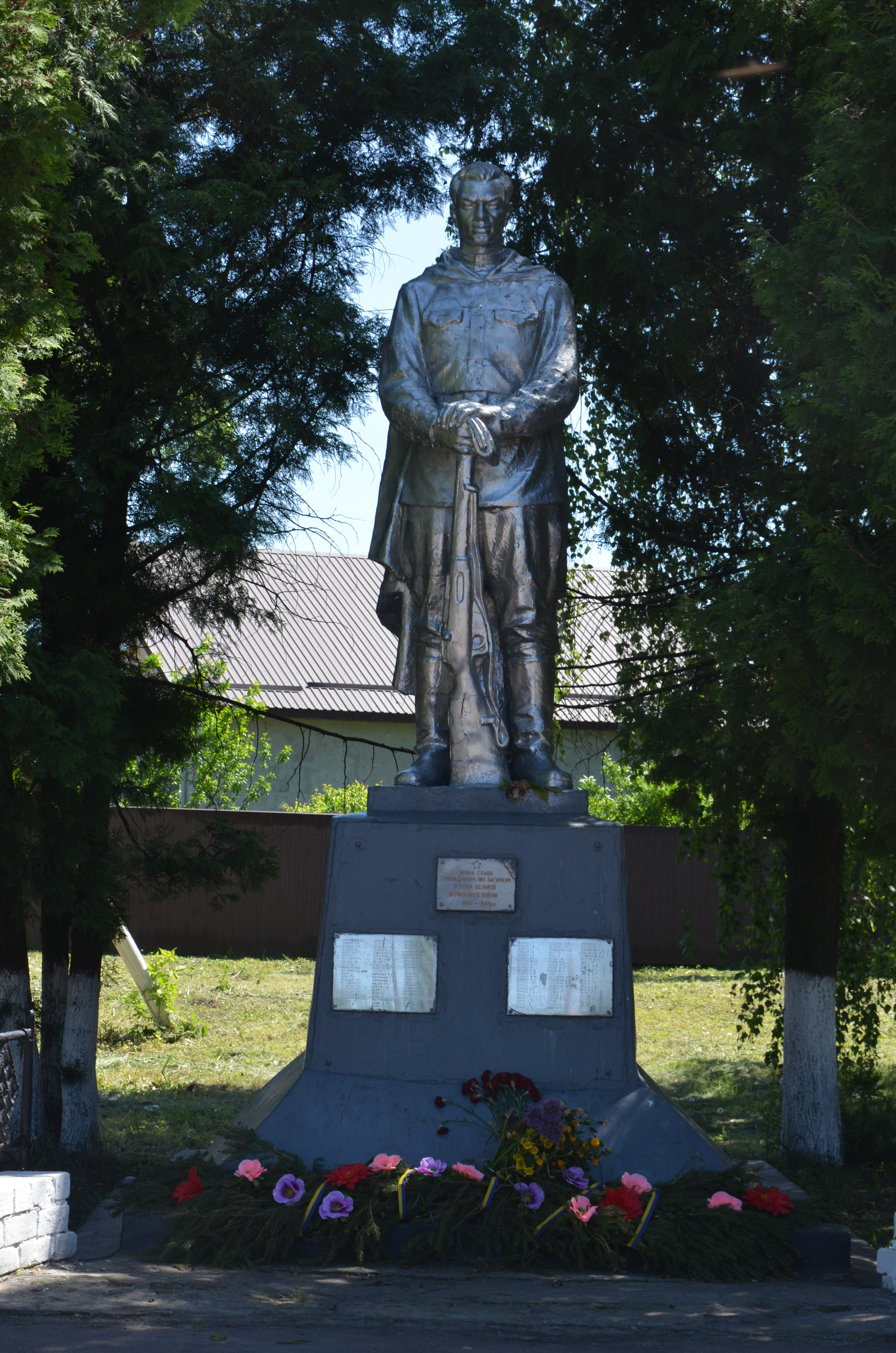
Братська могила 5 радянських воїнів, які загинули у вересні 1943р. с. Липів Ріг
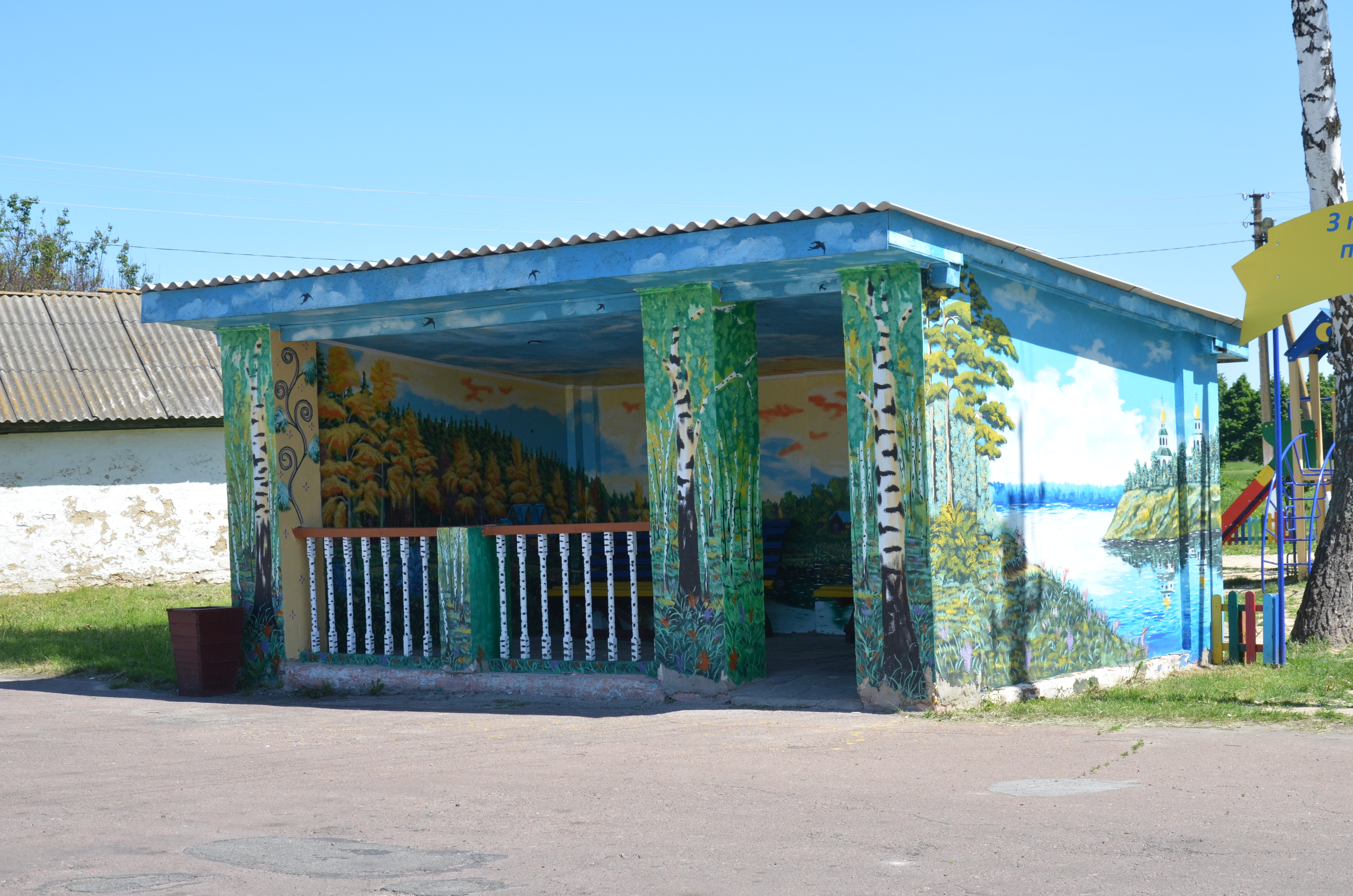
Зупинка в центрі села
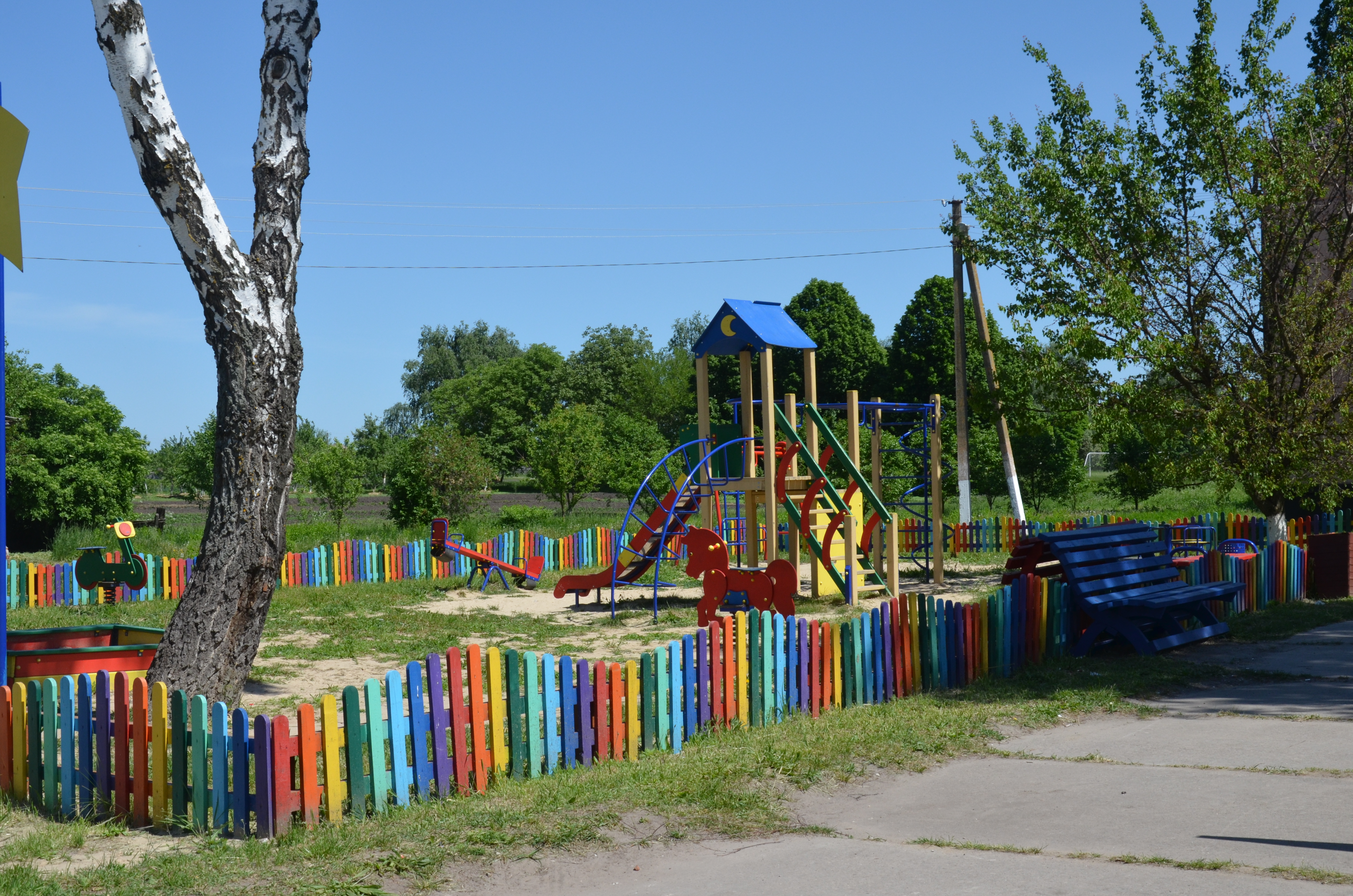
Дитячий майданчик
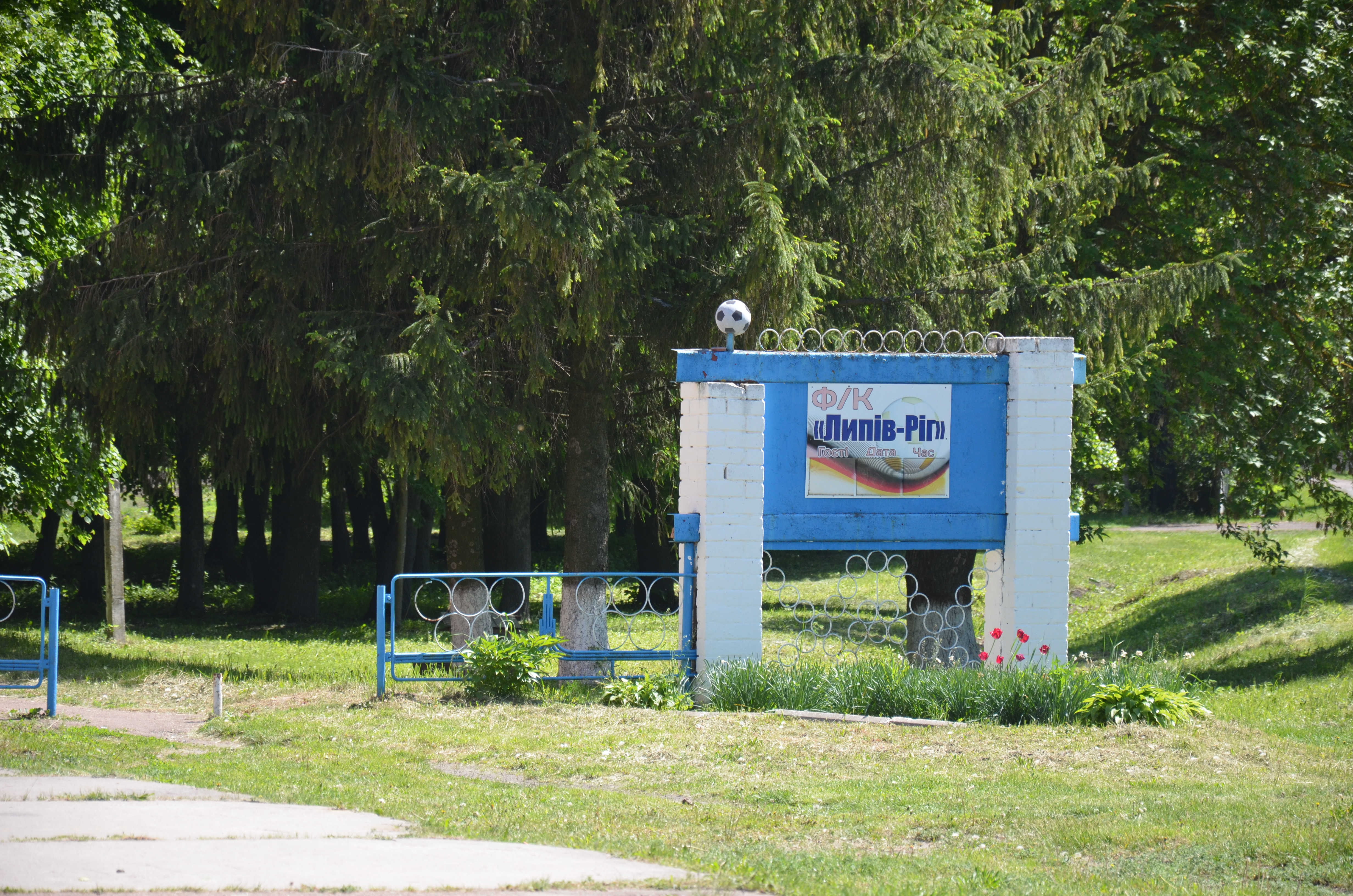
Сільський парк
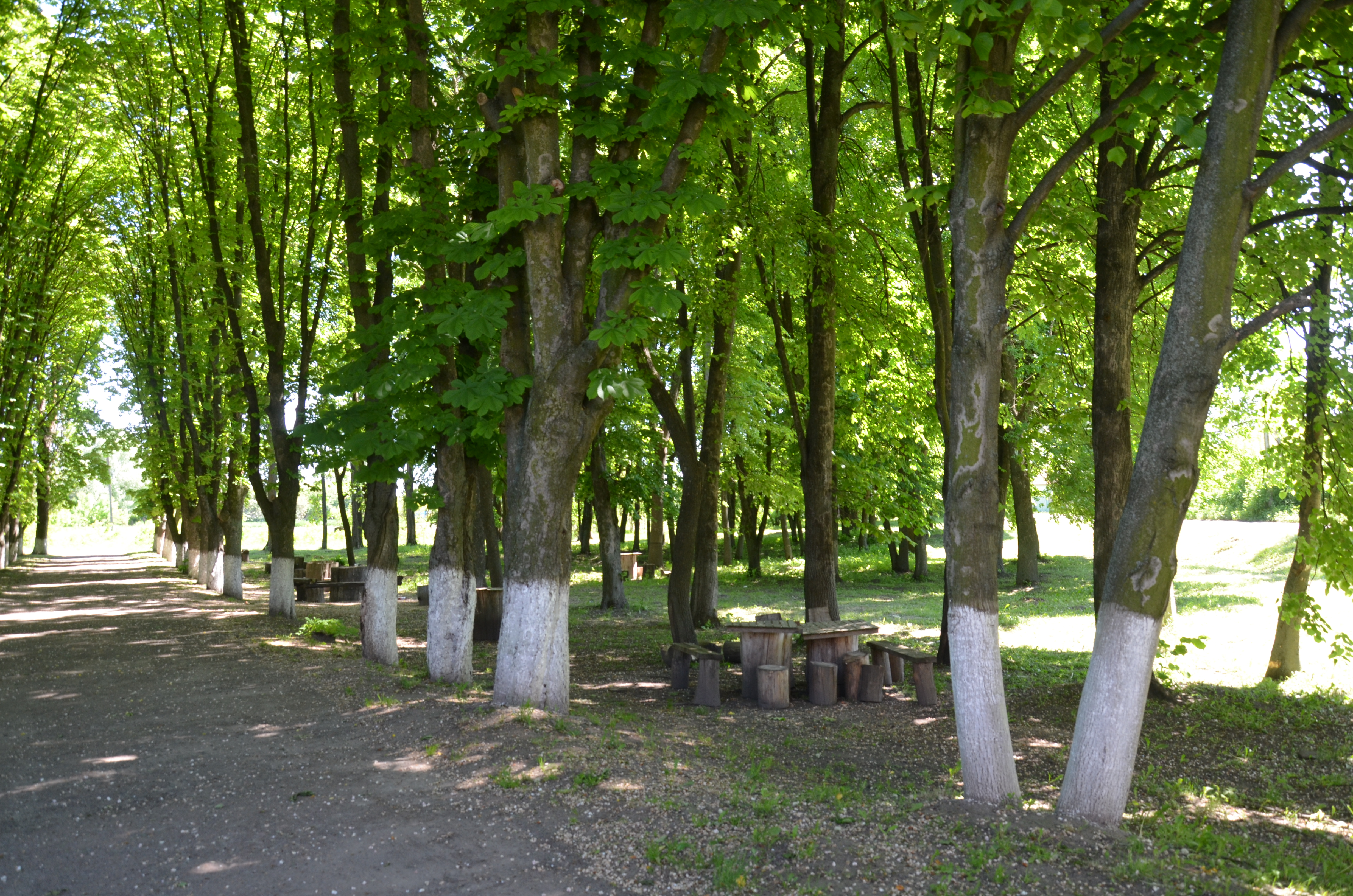
У парку
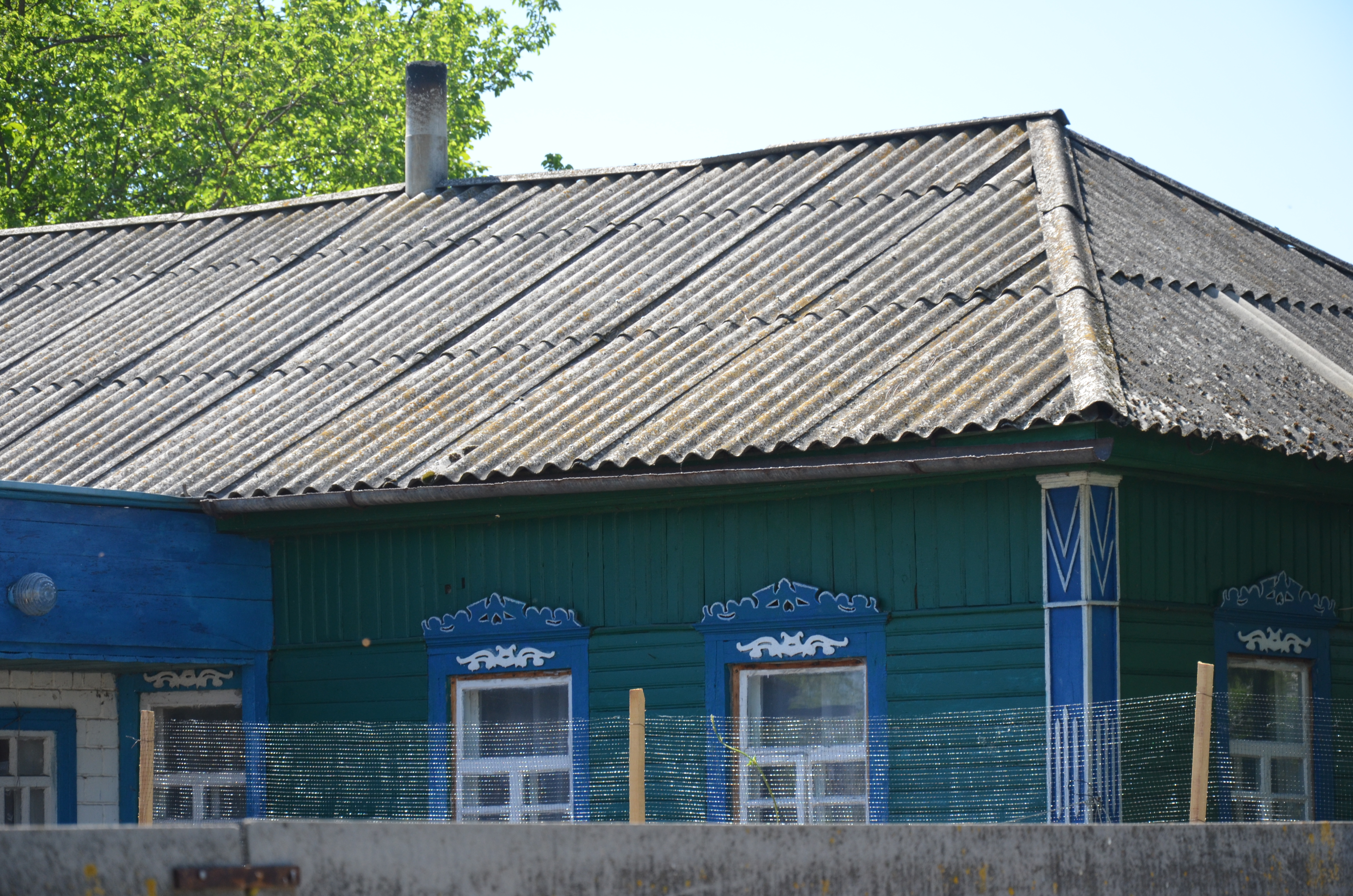
Стара хата
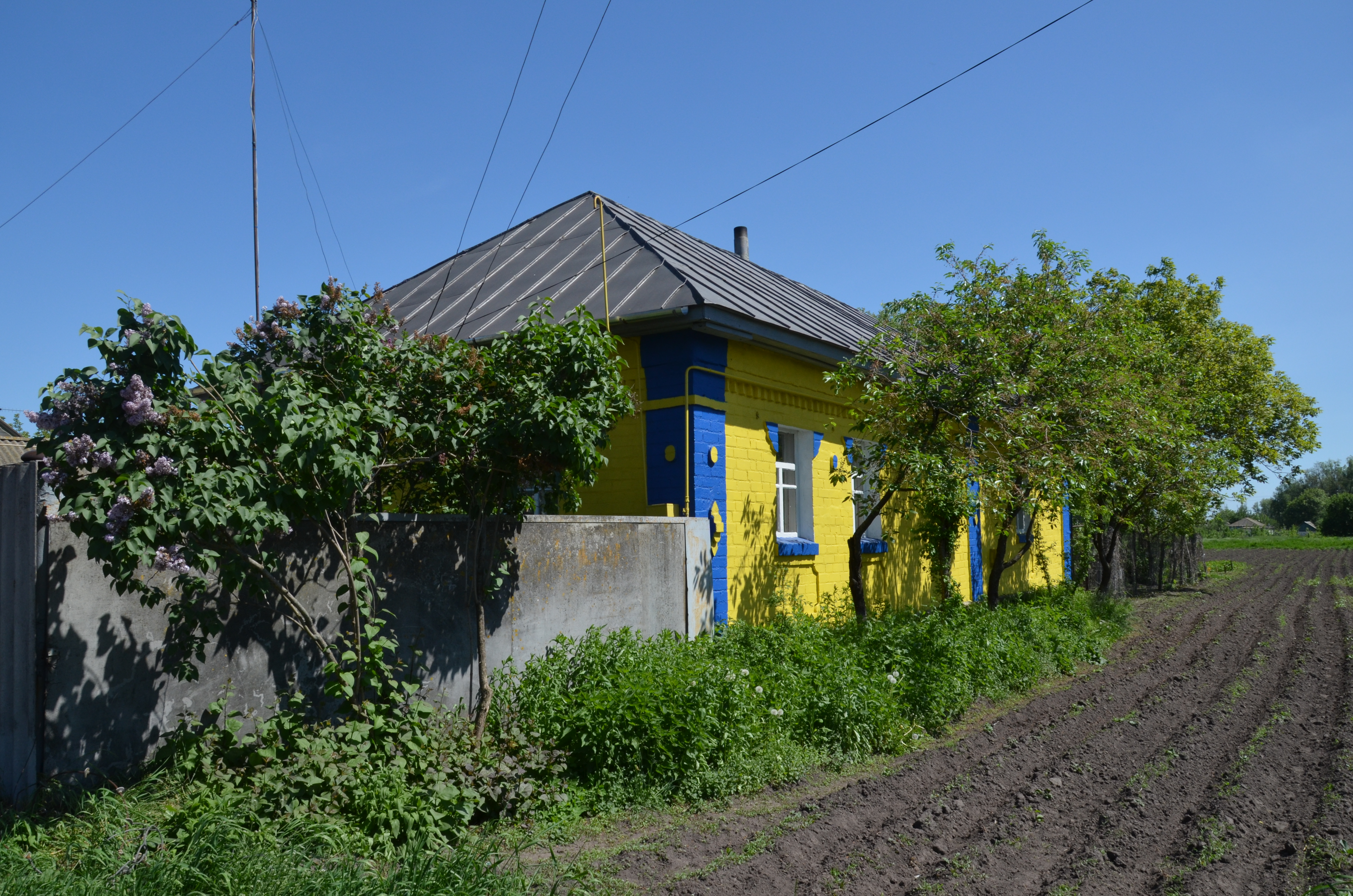
Стара хата
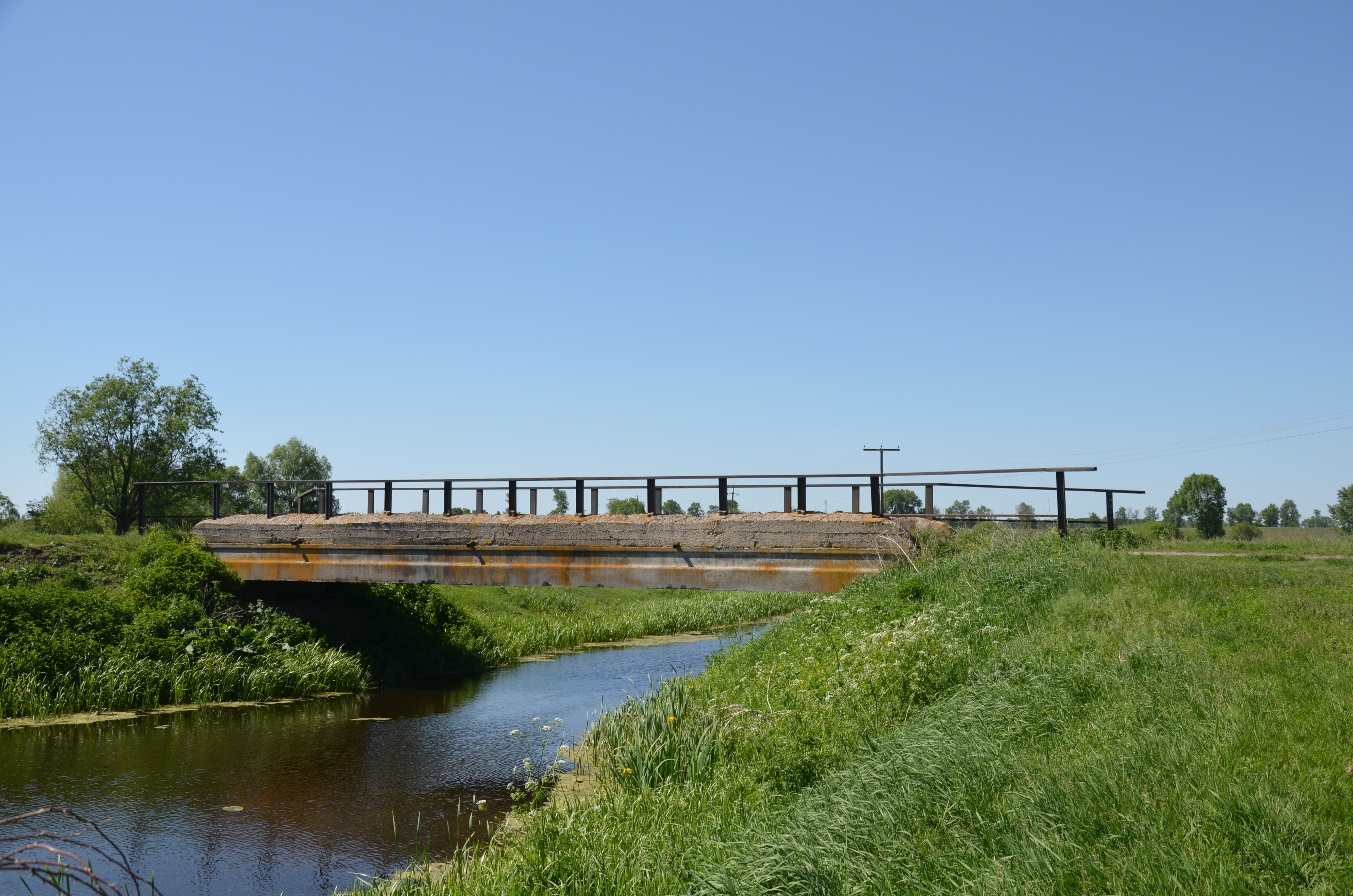
Міст через річку Остер
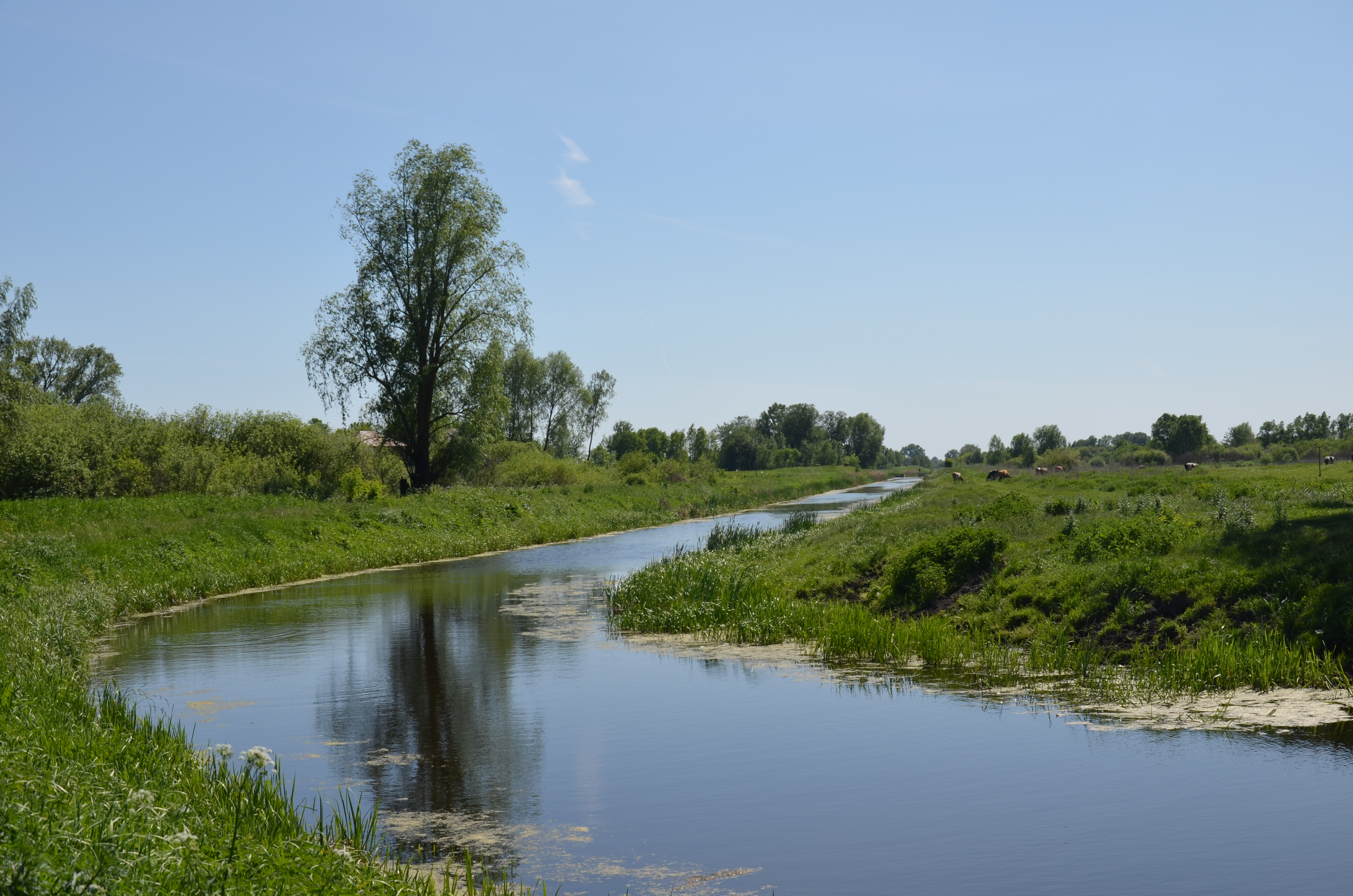
Остер біля Липового Рогу

## Символіка (проєкти)
Герб села Липів Ріг: у синьому щиті срібне вістря, в якому на зеленому пагорбі стоїть липа з червоним стовбуром і зеленим листям. На липі золотий мисливський ріг зі срібною стрічкою. Обабіч вістря два золоті лапчасті хрести.
Прапор села Липів Ріг: квадратне полотнище, яке складається з двох вертикальних смуг – від древка синьої (завширшки в 1/3 сторони прапора), на якій два жовті лапчасті хрести, а з вільного краю – білої, на якій липа з червоним стовбуром і зеленим листям; на липі жовтий мисливський ріг з білою стрічкою.
Основний мотив герба - дерево липа й ріг, відображає назву села (герб є подвійно промовистим). Два хрести - символи святих покровителів села - вмч. Георгія та вмч. Параскеви, на честь яких у місцевій церкві історично існувало два престоли. Срібне вістря на щиті символізує річку Остер, на берегах якої розташоване село.